# 畜産副産物
畜産副産物（ちくさんふくさんぶつ）とは、家畜から食肉を生産したあとに残る不可食部位。

## 副産物と副生物
日本畜産副産物協会では、次のように定義している。生体から枝肉を採取した残り、および枝肉から除かれた骨が副産物であり、副産物から原皮を除いたものが副生物である。副生物は、頭、骨、血液、脂肪、内臓などが該当する。また、副生物は可食臓器類と非可食臓器類に分類される。可食臓器類についてはもつを参照。

### 生体重量に占める副産物の割合
- 牛 - 生肉37.6 %、食用内臓8.5 %、非食用内臓8.7 %、骨12.7 %、脂6.6 %、皮8.5 %、血液2.4 %、その他15 %
- 豚 - 生肉53.8 %、食用内臓8.5 %、非食用内臓7.2 %、骨10.7 %、脂7 %、皮9.5 %、血液3 %
- 鶏 - 生肉50 %、骨28 %、内臓7 %、羽毛5 %、脂6 %、血液4 %

## 生産・利用
原皮生産量は2006年度に牛117万頭分・豚1,529万頭分、副生物の生産量は2007年度の推計で牛4万7千トン・豚13万トンとなっている。
原皮は各種皮革製品に、油脂はラードやヘットとして食用にされるほか、石鹸や飼料などの原料ともなる。
油脂の搾りかすである肉粉や、蛋白は化製場で加工（レンダリング）され、ペットフードや飼料・肥料の原料として利用される。鶏の羽毛もフェザーミールとして肥飼料用蛋白となる。
牛の脳や脊柱をはじめとする特定危険部位は、牛海綿状脳症 (BSE) の危険性があるため、焼却処分されている。
そのほかにも、建材用合板、道路用合材、自動車用タイヤ、医薬品等の原料として広範囲に利用されている。しかし、本来これらの製造には副産物は必要（必須）ではなく、安価に流通しているために利用されているにすぎない。